# Fondazione Farefuturo
La Fondazione Farefuturo è una fondazione di cultura politica, riconducibile all'area del centrodestra.
Nata nel 2007 su impulso di Gianfranco Fini e di Adolfo Urso sulla base dell'esperienza dell'Osservatorio Parlamentare, ha precisamente l'obiettivo di sviluppare una destra laica, liberale, aperta sul versante dei diritti civili e di quelli di nuova cittadinanza. La collaborazione con Nicolas Sarkozy, David Cameron e José María Aznar è significativa di un sentimento europeista, incarnato dal Partito Popolare Europeo.

## Storia
La fondazione nasce il 15 maggio 2007 ad opera dell'allora Presidente di Alleanza Nazionale Gianfranco Fini, che sarà il Presidente della fondazione, e del deputato ex Viceministro al Commercio Estero Adolfo Urso, che ne sarà il Segretario Generale. Per la sede della fondazione la scelta ricade sullo storico Palazzo Serlupi Crescenzi a Roma, che precedentemente ospitava nelle stesse sale, rinnovate per l'occasione, la Fondazione Osservatorio Parlamentare di Adolfo Urso.
Il comitato promotore, coordinato da Adolfo Urso, contava su 105 personalità del mondo della cultura, dell'economia e dell'arte: il presidente emerito della Corte Costituzionale Annibale Marini, la presidente della Commissione nazionale parità Tina Lagostena Bassi, il prorettore del Politecnico di Milano Giovanni Azzone, il sociologo Sabino Acquaviva, l'attore Luca Barbareschi, la giornalista Rita dalla Chiesa ed il soprano Cecilia Gasdia. Alla costituzione è chiamato come segretario generale Adolfo Urso, Direttore scientifico Alessandro Campi e direttore del magazine Farefuturo Web Filippo Rossi. Lo scopo della fondazione, secondo i medesimi fondatori, non è quello di superare AN, ma quello di arricchire la destra ed il centrodestra, ripensandolo in una prospettiva europea, e per riportare alla vittoria la Casa delle Libertà dopo la sconfitta delle elezioni politiche del 2006.
Alla sua fondazione ha presenziato anche il politico popolare José María Aznar e nel settembre 2007, su richiesta proprio di Aznar, la fondazione è invitata al meeting delle fondazioni PPE. Nel 2009 la Fondazione Farefuturo stringe un gemellaggio con la Fundacion para el Análisis y los Estudios Sociales , la fondazione di Aznar aderente al Centro per gli Studi Europei.
Nel maggio 2009 ha suscitato un dibattito, a destra e non solo, un intervento della politologa Sofia Ventura contro le veline in politica pubblicato sul web-magazine di Farefuturo. Polemica che ha suscitato clamore anche su vari giornali stranieri. Con la creazione nel 2010 di Futuro e Libertà, prima come gruppo parlamentare e poi come partito, la fondazione è rimasta vicina ai Finiani.
Dal marzo 2011 all'interno della fondazione, tuttavia, avvengono molti cambiamenti: Campi la lascia la direzione scientifica, la testata giornalistica della fondazione Farefuturo Web Magazine viene chiusa e nuovo presidente della fondazione è Adolfo Urso; a Fini è attribuita solo la presidenza onoraria. In quei giorni Urso esce da FLI e da quel momento la vicinanza ai finiani viene sostituita con una linea di equidistanza tra le forze di PDL, UDC e FLI tutte chiamate, nelle proposte della fondazione a contribuire con una "Costituente Popolare" alla nascita di una sezione italiana del PPE che sia un superamento di ognuna di esse.
Dal punto di vista politico, i suoi esponenti originariamente facevano riferimento alla corrente liberale di Alleanza Nazionale. Con lo scioglimento di AN nel Popolo della Libertà, ha fatto riferimento alla corrente finiana del PdL, che ha poi creato Futuro e Libertà per l'Italia. Dal luglio 2011, con l'uscita da FLI di Adolfo Urso, la fondazione è vicina all'associazione di Urso FareItalia. Nel maggio 2013 il nome di Gianfranco Fini scompare dall'organigramma della Fondazione.

## Scopi
Essa intende accrescere la consapevolezza del patrimonio comune, di cultura, arte, storia e ambiente, dello sviluppo sostenibile e dei nuovi diritti civili, sociali e ambientali e sviluppare la cultura della responsabilità e del merito a ogni livello.
Si propone di fornire strumenti e analisi culturali alle forze del centrodestra italiano in una logica bipolare al fine di rafforzare la democrazia dell'alternanza, nel quadro di una visione europea, mediterranea e occidentale.

## Vertici
- Presidente: Gianfranco Fini (2007-2011), Adolfo Urso (2011–presente)
- Coordinatore:  Andrea Ronchi (2011–2013), Sergio Marchi (2013–presente)
- Segretario Generale:  Adolfo Urso (2007-2011),  Maurizio Saia (2011–2013)
- Segretario amministrativo:  Giovanni Collino (2011–2013)

## Organigramma
- Presidente: Sen. Adolfo Urso
- Sen. Giuseppe Basini
- Avv. Giancarlo Lanna
- Amb. Giulio Terzi di Sant'Agata
- On. Andrea Delmastro Delle Vedove
- Sen. Franco Zaffini – Segretario Amministrativo

DIRETTORI
- Prof. Roberto Pasca di Magliano – Direttore Scientifico e area formazione
- Dott.ssa Chiara Moroni – Direttore Editoriale
- Sentore Giuseppe Basini – Direttore Studi
- Avv. Kiril K. Maritchkov – Direttore Politiche dell’Immigrazione
- Dott. Federico Eichberg – Direttore Relazioni Internazionali
- Avv. Giovanni Basini – Direttore Comunicazione e area Giovani
- Dott. Gabriele Guida – Direttore Osservatorio Economico

REVISORI
- Sen. Andrea De Bertoldi